# 第二次世界大战各国伤亡统计
本條目是第二次世界大战對受波及國家造成的傷亡統計。

## 概要

第二次世界大战伤亡人数图表

在二戰中直接死于战争及与战争相关原因（如因战争导致的灾害、饥馑、缺医少药、传染病蔓延、征兵、征募劳工、屠杀等）的人约为7,000萬（欧非战场约占67%，欧非战场死亡人员中的33%是死于纳粹集中营或是被纳粹集体屠杀、虐杀的，占二战中遭交战各方刻意屠杀、虐杀的平民及战俘总数的80％以上）。
（1）、苏联占2,700万（1941年－1945年，军人占40％，苏联方面因战争造成的伤病人数也是及其巨大的，仅在册军人的伤病累计数便高达1,800万人次），1941年初苏联人口统计数为1.967亿（包括新兼并地区），而1946年仅余1.67亿，因此苏联的实际死亡人数应该大于俄国官方公布的数据；
（2）、中国约占3,500万人（1937年－1945年，其中军人约占10％，另外因战争造成的伤病者累计约1,700万人次，因此伤亡累计约为5,000万人。河南省尤其惨重，仅仅两次灾难就导致400万人死亡，1938年的"花园口决堤事件"，死难的89万人中有绝大多数是平民，在河南，1942年大旱引发的饥荒又导致300多万人死亡），1927－1937年间中国年均人口增长大约350－360万，1937－1945年期间降至年增310多万（1936年中国人口估计为4.6－4.7亿，另外东北有3,000多万人；1946年国府控制区的统计数为4.4亿多，而中共控制区的人口约9,000多万）。
7,000万人按死因可分为3类：1是死亡的军人、2是死于屠杀虐杀的平民及战俘、3是死于战争相关原因的人员。
第二次世界大战各国军人死亡人数合计约有1,800多万（不含死亡的俘虏）；死于交战各方刻意杀戮的平民和战俘大概也有1,800多万（其中80%以上死于纳粹德国之手）；而死于战争相关原因如因战争导致的灾害、饥馑、缺医少药、传染病蔓延、征兵、征募劳工等的人数则在1,500萬－3,000多万（这个主观性比较强，看所在国怎么划定相关原因的范围了，中國和苏联等国后来都大幅调增了各自的死亡人数，正因如此二战死亡人数便有了5,000万到7,000万的变化）。比如中國现在所列的伤亡数为3,500万，其中死亡占1,800万，而在这死亡的1,800万人中属于前两类死因的人数大概占20%，苏联前两类的死亡人数则要占到死亡总数的六成以上，中華民國死亡的1,800万人中还包括了诸如1942年河南大旱引发饥荒而死亡的300多万人以及其他非沦陷区各种原因的非正常死亡，因为战争导致救援无力灾情扩大，把这些死亡列入也属合理。附中国政府历年来公布的抗战军民受伤及死亡数据：
1. 1946年底，国民政府公布军人伤亡331万多人，人民伤亡842万多人，共计1,173万人。
2. 1947年5月20日，国民政府对1946公布的抗战伤亡人员总数进行了修订，军人作战伤亡 3,227,926人，军人因病死亡422,479人、平民伤亡 9,134,569人，总计人口伤亡 12,784,974人。
3. 中华人民共和国成立后，就日本侵华给中国造成的损失作了初步估计1,000万人和500亿美元以上的财产损失。
4. 1985年，中华人民共和国政府初步估算在抗日战争中，中方的伤亡人数为2,100万人以上。
5. 1995年，中华人民共和国政府确认在抗日战争中，中国军民伤亡3,500多万人。

军队在战争中的损失（减员）一般由死亡、伤病、被俘、失踪等几部分构成，而军人的死亡又包括阵亡、因伤致死、其它原因致死等成分。以苏军在苏德战争中的损失为例：苏军损失累计为2,959.3万。其中死亡为681.7万（阵亡占76％，因伤致死占16％，因病、事故等死亡占8％），被俘或失踪为445.6万，伤病累计为1,832万人次（受伤占82.9％，因病减员占16.6％，冻伤占0.5％）。另外，军队所处的战争态势不同，其损失的构成便有极大差别，以苏德战争期间的苏军为例，苏军的历年月均损失为：1941年710,000人、1942年614,000人、1943年655,000人、1944年573,000人、1945年700,000人，相差并不太大，损失最惨的1941年与损失最轻微的1944年之比不过为1.24倍，但其历年损失中死、伤、俘构成比例却有天壤之别，其1941年死亡及被俘失踪人员月平均为496,000人、1942年为271,000人、1943年192,000人、1944年147,000人、1945年186,000人，其高低之差达3.37倍以上。一般来说，处于进攻的一方其伤员所占比例较大，而败退的一方，由于其伤员无法及时撤出，或最终成为俘虏，或因得不到有效医治而死亡，因此败退的一方其损失中死亡、被俘人员所占的比例一般都较大，其中又尤以被合围的部队最为典型，如被合围在斯大林格勒的280,000名德军，除了30,000多名伤员空运出围外，剩下的就非死即俘了。日本在太平洋战场所遇也有类与此，一个个的岛屿成了已丧失制海权的日军的死亡陷阱，而日军的死不投降政策则更加剧了这一情况，于是死亡成了绝大部分守岛日军的归宿。

## 各國死傷人數列表
下表列举了各国的死傷人数，并且加入各国人口来判断各国所受相对的伤害程度。
- 数字四舍五入到最接近的百分位的位置

- 1939年的人口资料来源[1]

- 基于1939年的边界

- 军事人员的伤亡，包括正规作战死亡以及非战斗原因死亡。战俘，游击队员和民兵的死亡，行动中的失踪人员也包括在内。各国军队作为单一实体处理，例如德国国防军中的奥地利人，苏联人，法国人和德意志裔人，都包括在德国的军事人员伤亡之内。

- 平民伤亡，包括战略轰炸，犹太大屠杀受害者，日本战争罪行，苏联的人口转移，盟军战争罪行和战争有关的饥荒和疾病造成的死亡。

## 注译
1. 1 2 3 4 5 6 7 8 9 10 11 12 13  . Library.uu.nl.   [2011-06-15]. （原始内容存档于2011-06-07）.
2. ↑  Albania: a country study Federal Research Division, Library of Congress; edited by Raymond E. Zickel and Walter R. Iwaskiw. 2nd ed. 1994. ISBN 0-8444-0792-5. Available online at Federal Research Division of the U.S. Library of Congress. See section "On The Communist Takeover"..   [2021-04-11]. （原始内容存档于2012-07-15）.
3. ↑  .   [2021-04-11]. 原始内容存档于2010-05-27. AWM, on May 27, 2010. Retrieved 2011-06-15.
4. ↑   Clodfelter, Michael (2002). Warfare and Armed Conflicts – A Statistical Reference to Casualty and Other Figures, 1500–2000 (2nd ed.). McFarland & Co. p. 582. ISBN 0-7864-1204-6
5. 1 2   Gregory Frumkin. Population Changes in Europe Since 1939, Geneva 1951.p.44-45
6. 1 2   Clodfelter, Michael (2002). Warfare and Armed Conflicts – A Statistical Reference to Casualty and Other Figures, 1500–2000 (2nd ed.). McFarland & Co. p. 582. ISBN 0-7864-1204-6.
7. ↑   Clodfelter 2002, p. 540.
8. ↑   Clodfelter 2002, p. 512.
9. 1 2   Clodfelter 2002, p. 556.
10. 1 2  .   [2021-04-13]. （原始内容存档于2018-05-11）.Warmuseum.ca. Retrieved 2015-06-29.
11. ↑   Clodfelter 2002, p. 412.
12. ↑  Ho Ping-ti. Studies on the Population of China, 1368–1953. Cambridge: Harvard University Press, 1959.
13. ↑   R. J. Rummel. China's Bloody Century. Transaction 1991 ISBN 0-88738-417-X. Table 5A
14. ↑   Werner Gruhl, Imperial Japan's World War Two, 1931–1945 Transaction 2007 ISBN 978-0-7658-0352-8 p. 85
15. ↑   Clodfelter 2002, p. 540
16. ↑   Waller Wynne, Population of Czechoslovakia. (International Population Statistics Reports series P-90, No. 3). U.S. Dept. of Commerce) Washington 1953. p. 43 – The U.S. Commerce Dept. Census Bureau cited the following source for the population at 1/1/1939 for Czechoslovakia, State Statistical Office, Statistical Bulletin of Czechoslovakia, v. II (1947) no. 4, Prague p. 57
17. 1 2   Erlikman, Vadim (2004). Poteri narodonaseleniia v XX veke: spravochnik Потери народонаселения в XX веке: справочник (in Russian). Moscow: Russkaia panorama. p. 54. ISBN 5-93165-107-1.
18. 1 2   Urlanis, Boris (1971). Wars and Population. Moscow Page 294
19. ↑  .   [2021-04-13]. （原始内容存档于2019-07-25）. Danish Ministry of Education. 2005-03-11.
20. ↑   Van Waterford. Prisoners of the Japanese in World War II, McFarland & Company, 1994; ISBN 0899508936, p. 144 (8,500 Dutch POW deaths)
21. ↑   John W. Dower. War Without Mercy 1986; ISBN 0-394-75172-8, p. 296 (300,000 forced laborers)
22. ↑  .   [2021-04-13]. （原始内容存档于2021-04-20）. Kronos.narc.fi. Retrieved March 4, 2016.
23. ↑   Tiina Kinnunen, Ville Kivimäki. Finland in World War II: History, Memory, Interpretations, BRILL 2011. ISBN 978-90-04-20894-0 pp. 172